# Momir Bakrač
Momir Bakrač (Nikšić, 7 novembre 1957) è un ex calciatore jugoslavo, di ruolo centrocampista.

## Carriera
Nell'estate 1984 si trasferì dal Budućnost all'Hajduk Spalato, debutta con i Bili il 19 agosto subentrando nella trasferta di campionato vinta 5-1 contro il Vojvodina. Il 3 ottobre seguente subentrò al posto di Joško Španjić nella partita di andata, valida per i sedicesimi di finale di Coppa delle Coppe, persa 2-5 contro il Dinamo Mosca.